# 圣安德肋堂 (卡罗维发利)
圣安德肋堂（Kostel svatého Ondřeje）是捷克卡罗维发利的一座希腊天主教教堂。它最初是一座罗马天主教教堂，位于特普拉河右岸上方的一个陡坡，大约建于1500年前后，19世纪重建。教堂后面建有安德肋公墓（Ondřejský hřbitov）, 已于1911年关闭，改为莫扎特公园（Mozartovy sady）。
1964年，教堂和莫扎特公园被列为捷克文化遗产加以保护。